# Bombesina
Bombesina é um peptídeo de 14-amino-ácidos originalmente isolado da pele do sapo Bombina orientalis. Esta substância tem dois homôlogos em mamíferos chamados de neuromedina B e peptídeo liberador de gastrina. Ele estimula a liberação da gastrina pelas células G. Ativa três diferentes receptores acoplados à proteína G: BBR1, BBR2 e BBR3. Também ativa estes receptores no cérebro, atuando como neurotransmissor. Junto com a colecistocinina constitui a segunda maior fonte de estímulo por feedback negativo para a cessação do comportamento alimentar.
A bombesina também é um marcador tumoral associado a carcinoma de pulmão, câncer estomacal e neuroblastoma.